# Marek Surmacz
Marek Tomasz Surmacz (ur. 31 stycznia 1955 w Gorzowie Wielkopolskim) – polski polityk, funkcjonariusz Milicji Obywatelskiej i Policji, działacz opozycji antykomunistycznej w okresie PRL, poseł na Sejm V kadencji, w latach 2006–2007 sekretarz stanu w MSWiA, były doradca prezydenta RP Lecha Kaczyńskiego ds. bezpieczeństwa, komendant główny Ochotniczych Hufców Pracy (2015–2018), p.o. zastępcy głównego inspektora ochrony środowiska (2018–2021), zastępca prezesa Kasy Rolniczego Ubezpieczenia Społecznego (2021–2024).

## Życiorys
W 1974 ukończył Technikum Melioracji Wodnych w Gorzowie, a pięć lat później Szkołę Ruchu Drogowego Milicji Obywatelskiej w Piasecznie, gdzie uzyskał uprawnienia kontrolera ruchu drogowego. W 2002 uzyskał tytuł zawodowy licencjata w zakresie administracji publicznej w Państwowej Wyższej Szkole Zawodowej w Gorzowie Wielkopolskim. W 2004 ukończył studia na Wydziale Prawa i Administracji Uniwersytetu Szczecińskiego.
Początkowo pracował w Gorzowskim Przedsiębiorstwie Budownictwa Przemysłowego jako majster budowlany w Zespole Robót Inżynieryjnych i inspektor w Zespole Przygotowania Produkcji. Był zatrudniony na budowach w Gorzowie Wielkopolskim i Zielonej Górze. Odbył następnie zasadniczą służbę wojskową w Poznaniu i Czerwieńsku. W latach 1977–1996 był funkcjonariuszem Milicji Obywatelskiej i następnie Policji. Początkowo był kontrolerem ruchu drogowego, od 1979 pracował w sekcji ds. wypadków drogowych, zaś od 1987 w plutonie konwojowo-ochronnym. W 1989 brał udział w zakładaniu związku zawodowego funkcjonariuszy MO. Z rekomendacji regionalnej „Solidarności” wszedł w skład wojewódzkiej komisji kwalifikacyjnej funkcjonariuszy byłej Służby Bezpieczeństwa. Od 1990 kierował wydziałem ruchu drogowego w Gorzowie Wielkopolskim, a od 1993 pracował w wydziale kryminalnym. W 1996 został dyscyplinarnie zwolniony z Policji za „naruszenie apolityczności służby”, po czym przeszedł na emeryturę.
Od 1987 do 1990 był członkiem Stronnictwa Demokratycznego, wiceprzewodniczącym miejskiego komitetu w Gorzowie Wielkopolskim. Od 1997 należał do Zjednoczenia Chrześcijańsko-Narodowego (był sekretarzem lubuskiego zarządu regionalnego), a w latach 2000–2001 do Przymierza Prawicy. Po przyłączeniu się PP do PiS został członkiem tej partii, zasiada w jej władzach regionalnych. W latach 1997–2001 był asystentem w biurze poselskim, zaś w latach 2001–2005 dyrektorem biura poselskiego Kazimierza Marcinkiewicza.
W latach 1990–2005 zasiadał w radzie miasta, był wiceprzewodniczącym (w latach 1994–1998), przewodniczącym komisji rewizyjnej (w latach 2003–2005), a w latach 1990–1992 i w 1998 członkiem zarządu miasta. W 1993 bez powodzenia kandydował do Senatu z ramienia ZChN w województwie gorzowskim. W 1997 w tym samym województwie gorzowskim kandydował w wyborach do Senatu z poparciem Ruchu Odbudowy Polski; nie uzyskał mandatu, otrzymując 31 903 głosy (20,6%).
W wyborach do Parlamentu Europejskiego w 2004 bezskutecznie kandydował z ramienia PiS w okręgu obejmującym województwa zachodniopomorskie i lubuskie. W wyborach parlamentarnych w 2005 został wybrany do Sejmu V kadencji z listy tej samej partii w okręgu zielonogórskim. Do października 2006 był wiceprzewodniczącym Komisji Administracji i Spraw Wewnętrznych. Od marca do czerwca 2006 kierował Komisją nadzwyczajną do rozpatrzenia przedstawionych przez Prezydenta RP projektów ustaw dotyczący służb wojskowych.
24 sierpnia 2006 powołano go na stanowisko sekretarza stanu w Ministerstwie Spraw Wewnętrznych i Administracji, odpowiedzialnego m.in. za nadzór nad policją, Biurem Ochrony Rządu i Strażą Graniczną. Zdobył rozgłos medialny, wydając w listopadzie 2006 policjantom z komisariatu kolejowego we Wrocławiu polecenie dostarczenia hamburgerów podróżującej pociągiem wiceminister pracy i polityki społecznej Elżbiecie Rafalskiej.
Marek Surmacz został odwołany ze stanowiska wiceministra 18 maja 2007. W wyborach parlamentarnych w tym samym roku bez powodzenia ubiegał się o reelekcję.
Od 1 sierpnia 2008 do 10 kwietnia 2010 był doradcą prezydenta Lecha Kaczyńskiego ds. bezpieczeństwa. W wyborach samorządowych w 2010 wybrany ponownie na radnego Gorzowa Wielkopolskiego, został przewodniczącym komisji rewizyjnej. W wyborach parlamentarnych w 2011 bez powodzenia ubiegał się o mandat senatora w okręgu wyborczym nr 21, otrzymując 22 035 głosów (17,01%). W 2014 był kandydatem Prawa i Sprawiedliwości w wyborach na urząd prezydenta Gorzowa Wielkopolskiego. Uzyskał natomiast mandat radnego sejmiku lubuskiego. W 2015 ponownie kandydował z ramienia PiS na posła.
27 listopada 2015 minister pracy Elżbieta Rafalska powołała Marka Surmacza na stanowisko komendanta głównego Ochotniczych Hufców Pracy. 1 lutego 2018 zastąpił go Bogdan Ścibut. Od lipca 2018 do września 2021 był pełniącym obowiązki zastępcy głównego inspektora ochrony środowiska. Również w 2018 ponownie uzyskał mandat radnego sejmiku. W 2019 uzyskał możliwość objęcia mandatu poselskiego w miejsce wybranej do Europarlamentu Elżbiety Rafalskiej, jednak nie skorzystał z niej. W wyborach w tym samym roku ubiegał się natomiast o mandat senatora; mandatu nie uzyskał, otrzymał 48 062 głosy (29,3%). W grudniu 2021 został zastępcą prezesa Kasy Rolniczego Ubezpieczenia Społecznego (pełnił tę funkcję do 2024). W 2023 ponownie wystartował z ramienia PiS do Sejmu.

## Życie prywatne
Jest żonaty, ma troje dzieci.

## Odznaczenia
W 2016, za wybitne zasługi w działalności państwowej i publicznej, za osiągnięcia w podejmowanej z pożytkiem dla kraju pracy zawodowej i społecznej, został odznaczony Krzyżem Komandorskim Orderu Odrodzenia Polski. Za uratowanie życia tonącemu w 1985 odznaczony Medalem za Ofiarność i Odwagę. W 2024 otrzymał status działacza opozycji antykomunistycznej i odznakę honorową „Działacza opozycji antykomunistycznej lub osoby represjonowanej z powodów politycznych”.